# عقرب سوطي شوكي الأطراف
عقرب سوطي شوكي الأطراف (الاسم العلمي: Thelyphonus spinimanus) هي نوع من العنكبوتيات يتبع جنس العقرب السوطي من الفصيلة العقارب السوطية.